# ریحان‌آباد (ورامین)
ریحان‌آباد (ورامین)، روستایی از توابع بخش مرکزی شهرستان ورامین در استان تهران ایران است.

## جمعیت
این روستا در دهستان بهنام پازوکی جنوبی قرار دارد و براساس سرشماری مرکز آمار ایران در سال ۱۳۸۵، جمعیت آن ۳٬۸۵۸ نفر (۹۲۲خانوار) بوده‌است.